# Двухпартийная система
Двухпарти́йная систе́ма — тип партийной системы, при котором только две политические партии («партии власти») имеют реальные шансы выиграть выборы. Обычно это означает, что все или почти все выборные парламентские места занимаются депутатами двух партий, получающих большинство голосов, а также то, что эти партии попеременно формируют правительство в парламентских демократиях или получают должность президента в президентских. Коалиционные правительства достаточно редки в двухпартийных системах, хотя каждая из двух партий сама по себе может быть и коалицией.
Двухпартийная система в США окончательно сложилась в середине XIX века, и с начала XX века на президентских выборах маловлиятельные и недолгоживущие «третьи» партии и силы редко добивались хотя бы относительно значительных результатов (27 % и второе место в 1912, 19 % в 1992, 17 % в 1924, 14 % в 1968).
В странах социалистического лагеря двухпартийная политическая система сложилась только в Болгарии, где власть принадлежала Болгарской коммунистической партии (доминирующая) и Болгарскому земледельческому народному союзу (не имевшему собственной Программы и признававшему лидирующую роль БКП), объединённым в Отечественный фронт.
В Советском Союзе двухпартийная система критиковалась как «уловка буржуазии с целью отвлечения трудящихся от их коренных интересов».  Ленин указывал: «так называемая „система 2-х партий“, царившая в Америке и в Англии, была одним из самых могучих средств помешать возникновению самостоятельной рабочей, то есть действительно социалистической партии». (Там же он отмечал: «Народ обманывали, отвлекали от его насущных интересов посредством эффектных и бессодержательных дуэлей двух буржуазных партий»).
Две крупнейшие партии Европарламента — правоцентристская Европейская народная партия и левоцентристский Прогрессивный альянс социалистов и демократов, в период с 2009 по 2014 гг. в 74 % случаев занимали одинаковую позицию.
Может сочетаться с:
- президентской республикой с мажоритарной системой в один тур (США);
- цензовой парламентской монархией с мажоритарной системой в один тур (Великобритания до 1918 года, Швеция 1866—1909 гг., Норвегия 1873—1898 гг., Нидерланды 1848—1917 гг.);
- бесцензовой парламентской монархией с мажоритарной системой в один тур (Великобритания с 1918 года, Дания в 1849—1918 гг., Норвегия в 1898—1918 гг.).

## В России после1991 года
Постсоветская Россия была близка к реальной конкурентной двухпартийности в 1999 году, когда правящие элиты сформировали две «партии власти» — общественно-политические объединения и парламентские фракции в Госдуме 3-го созыва «Единство» и «Отечество—Вся Россия», которые, однако, позже (в конце 2001 года) объединились в одну пропрезидентскую партию «Единая Россия».
24 марта 2006 года состоялась встреча замглавы президентской администрации Владислава Суркова с председателем Российской партии Жизни Сергеем Мироновым и 30 депутатами от Российской партии Жизни. На встрече Сурков впервые открыто сформулировал идею построения в стране двухпартийной системы, при которой в зависимости от обстоятельств Кремль смог бы опираться на одну из двух системообразующих партий. Сурков описал проблему следующим образом: «Нет у общества „второй ноги“, на которую можно переступить, когда затекла первая. В России нужна вторая крупная партия», которой по замыслу президентской администрации, должны в перспективе отойти голоса, которые сейчас собирают партии «левого уклона и с сильным националистическим привкусом». При этом роль «главной ноги» на ближайшие годы Сурков оставил за единороссами: «Самой крупной партией, вокруг которой ещё значительное время будет строиться политический процесс, на мой взгляд, конечно, должна быть „Единая Россия“». Владислав Сурков посоветовал активистам РПЖ опираться на протестный электорат, а не на административный ресурс: «Лучше этот электорат [протестный], который настроен против всех видов администрации, окажется привлечен к вам, чем к деструктивным силам». Стенограмма встречи была опубликована 16 августа 2006 года.
Появившаяся в 2006 году партия «Справедливая Россия» при некоторой поддержке президента В. В. Путина позиционировала себя как конкурент «Единой России» в рамках потенциальной двупартийной системы.
Однако в результате того, что в ходе думских выборов 2007 года В. В. Путин политически возглавил партию «Единая Россия», которая одержала на выборах абсолютную победу, к концу 2007 года в России сложилась политическая система с доминирующей партией, при которой «Единая Россия» располагает в Думе конституционным квалифицированным большинством и, формально не формируя правительство, обладает монополией на управление государством.